# ALL GOOD FRIDAY
『ALL GOOD FRIDAY』（オールグッドフライデー）は、J-WAVEにて2016年10月7日より放送されているラジオ番組。

## 概要
2016年9月30日まで放送された『PARADISO』の後番組である。金曜日を熱く、ハッピーに盛り上げるのが趣旨。
なお、放送日当日が祝日となる日は特別番組『J-WAVE HOLIDAY SPECIAL』が編成されるため、休止となる（2016年12月23日など）。
番組内での挨拶は、スウェーデン出身であるLiLiCoにちなむ形で「Hej,Hej!（ヘイヘーイ!、スウェーデン語で「こんにちは」「やあ」）」が、終わりの挨拶も初期は「Hej då（ヘイドー、「さようなら」）」、その後「puss puss（プスプス、pussは「軽いキス」を意味し、2回繰り返して別れの挨拶を意味する）」が使われている。

## パーソナリティ
J-WAVEでは「ナビゲーター」として紹介。
- LiLiCo[1]
- 稲葉友[2]

### 代理パーソナリティ
- 2017年4月28日：DJ TARO（稲葉が欠席のため。）[3]
- 2017年11月10日 - 24日・12月8日・22日：MEGURU（稲葉が舞台出演のため。稲葉のコーナー「DRESS'YU'UP」は事前収録で、稲葉が出演。）[4][5][6][7][8]。
- 2018年1月19日：JUJU（LiLiCoが舞台出演のため。「DRESS'YU'UP」は事前収録で、LiLiCoが出演。）[9]
- 2019年7月26日：伊藤沙莉（LiLiCoが欠席のため。）[10]。
- 2020年8月14日はLiLiCoが転倒による左膝蓋骨の骨折で緊急入院した[11]のに伴い、稲葉が単独出演した。
- 2021年2月26日：ディーン・フジオカ（稲葉の代役）[12]
- 2021年3月5日：本仮屋ユイカ（LiLiCoの代役）[12]
- 2021年3月19日：川畑要（稲葉の代役）[12]

## 放送・配信時間
いずれも日本標準時。
ラジオ
- J-WAVE 金曜 11:30 - 16:00

### 過去
インターネット配信
- AbemaRADIO 金曜 11:30 - 16:00（2018年10月5日 - 2022年12月30日）[注釈 2]

## コーナー
- オープニング
前時間帯の番組『〜JK RADIO〜TOKYO UNITED』のナビゲーター・ジョン・カビラとのクロストークが番組開始時間まで延びてくる。
- LISTEN UP!（12時10分頃）
2020年10月開始。LiLiCoと稲葉が今気になっている事象を紹介する。ゲストを招き、トークを行うこともある。
- Sweden House FOLLOW ME!!（13時10分頃）
リスナーから寄せられた悩みに対し、LiLiCoがアドバイスをする相談コーナー。コーナーの締めに、LiLiCoが相談者に「ありがたきお言葉」と、自身が選曲した「処方ソング」を送る。2018年4月6日から2019年3月29日まではTSUTAYAがコーナースポンサーに就き、この期間は処方ソングに代わり、「処方ムービー」と題して、おすすめの映画を紹介した[13]。
2020年3月までは12時38分頃に放送。同年4月3日から9月4日までは、期間限定番組『YEBISU BEER BEGINNINGS〜LIVE FROM TAKANAWA GATEWAY』（12時30分 - 13時）を内包するのに伴い、コーナー開始時間を繰り下げ。同番組終了以降もコーナーの時間は変更後のまま維持されている。
2023年5月12日からは昼間のラジオでは回答しづらい悩みに答えるポッドキャスト番組『KOIKUCHI FOLLOW ME』が放送後の16時より配信されている[14]。
- SKECHERS HAPPY DATE（13時35分頃）
2018年1月に15時35分頃の枠で開始し、同年4月より枠移動。ゲストがLiLiCoとの妄想デートプランをプレゼンテーションし、LiLiCoが星の数で評価する。同年9月7日から2019年3月29日まではロコンドがコーナースポンサーに就き、この期間に限り「LOCONDO HAPPY DATE HAPPY SHOES」のタイトルで、LiLiCoが選んだデートプランに合う靴（HAPPY SHOES）も紹介した[15]。
- COVER ME（14時15分頃）
2021年1月8日に14時40分頃の枠で開始[16]、2025年4月より繰り上げ。人気歌手が月替わりで出演し、番組から出されたお題を元に楽曲を選び、そのカバーを披露する。
- CHOYA NATURAL BEAUTY（15時10分頃）
女性の美容情報についてのゲストトーク。開始当初は13時35分頃の枠で開始し、2018年4月より枠移動。
- TOKYO SAVVY（15時30分頃）
東京の新しい話題や知られざる話題を紹介。2017年7月より「WHAT'S UP TOKYO」から分離して15時10分頃の枠で開始し（事実上、同年3月以前の15時台の同コーナーの復活）、2018年4月より枠移動。SAVVYは週替わりで登場する。
- エンディング

この他、12時台後半と14時前がゲストコーナーになることが多い。

### 終了したコーナー
- CINEMA CIRCLE（15時10分頃）
大倉眞一郎があるテーマにそった映画を紹介する。前番組『PARADISO』から継続、当初は14時10分頃開始だったが、2017年4月よりこの時間に移動し、同年6月で終了。
- Twitter SEARCH RESEARCH（15時35分頃）
Twitterで話題となっている事柄を取り上げ、LiLiCoと稲葉がそれに対して意見を述べる。2017年6月の1ヶ月間限定で放送。
- NN seimei WORK INSIDE（13時05分頃）
稲葉が様々な職業を体験してリポートする。2017年9月まで放送。
- BASE GIFT CONCIERGE（15時35分頃）
ゲストが大切な人へ贈るギフトをLiLiCoと稲葉がセレクトする。2017年7月から12月まで放送。
- nano・universe DRESS'YU'UP（13時05分頃）
稲葉が戸賀敬城（ナノ・ユニバースメンズディレクター、元MEN'S CLUB編集長）のアドバイスを受けながら、ワンランク上のオトナの男を目指す。2017年10月から2018年3月まで放送。
- CITIZEN GIRL'S SPECIAL（14時40分頃）
芸能界で活躍する女性有名人が週替わりでコーナーを展開。前番組『PARADISO』から継続し、2019年3月29日まで放送。
- CITIZEN NEW TIME FOR YOU（14時40分頃）
2019年4月5日開始[17]。上述の「GIRL'S SPECIAL」をリニューアル。女性芸能人などが週替わりで出演する点や、コーナーの大まかな流れはリニューアル前とほぼ変わらないが、コーナー出演者のソーシャルグッドな活動も紹介する。2020年12月25日終了。
- WHAT'S UP TOKYO（12時10分頃）
「SAVVY」と呼ばれる案内人が東京の知られざるスポットを紹介。開始当初は15時台にもコーナーがあったが、2017年4月より12時台に一本化。同年7月よりハイロック（メディアクリエイター）が専門で担当する。2020年9月で終了。
- RICOH JUMP OVER THEATER（13時50分頃）
2023年10月 - 2024年3月に放送。木曜未明（水曜深夜）に放送の『JUMP OVER』との連動で送るミニラジオドラマコーナー。働く現場で起きる様々な喜怒哀楽エピソードをリスナーから募集、これを元に『JUMP OVER』ナビゲーターで映画監督の松居大悟がラジオドラマを制作、本コーナーで放送した。
- BMW Tokyo DRIVING DAYS（14時10分頃）
2017年4月 - 2025年3月に放送。俳優やミュージシャンがドライブの思い出を語ったり、自動車やドライブについてのエキスパートが週末のドライブが楽しくなる情報を紹介する。